# Denis DeJordy

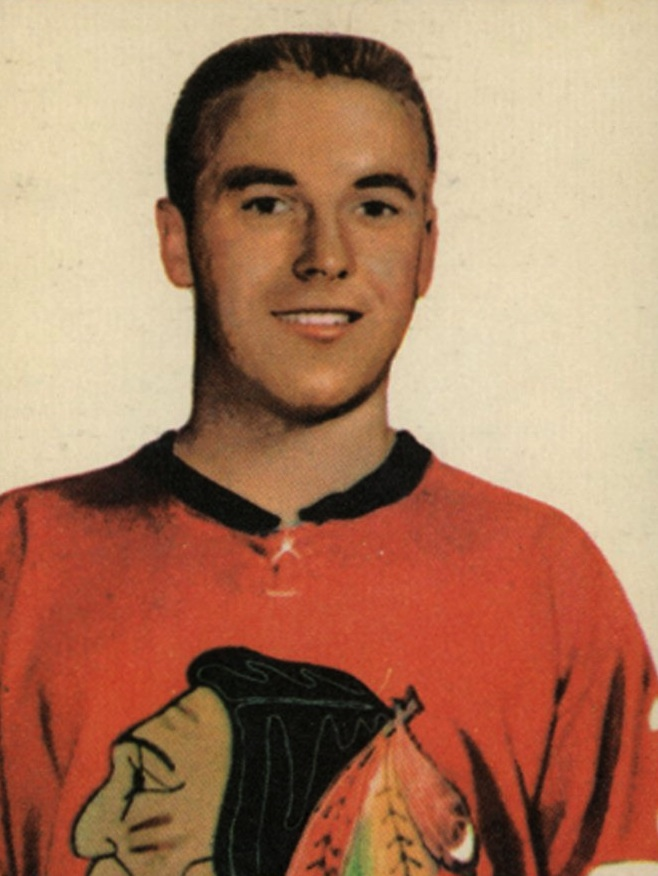
Denis DeJordy (1962)

Denis Emile DeJordy (* 12. November 1938 in Saint-Hyacinthe, Québec) ist ein ehemaliger kanadischer Eishockeytorwart und -trainer, der von 1962 und 1974 für die Chicago Black Hawks, Los Angeles Kings, Montréal Canadiens und Detroit Red Wings in der National Hockey League spielte. Er war der erste Torwarttrainer in der NHL.

## Karriere
Während seiner Juniorenzeit spielte DeJordy zusammen mit Stan Mikita für die St. Catharines Teepees  in der OHA. Er wechselte innerhalb der Liga zu den Peterborough Petes, mit denen er 1959 das Finalturnier um den Memorial Cup erreichte, dort aber unterlag.
Seine erste Station im Seniorenbereich waren die Sault Ste. Marie Thunderbirds in der Eastern Professional Hockey League. Im Laufe seiner zweiten Saison wurde er zu den Buffalo Bisons in die AHL geholt. In der Saison 1962/63 kam er bei den Chicago Black Hawks zu seinem Debüt in der NHL. In der Saison 1964/65 gelang es ihm, sich gegen die langjährige Nummer 1 im Tor der Hawks, Glenn Hall, durchzusetzen. Für einige Jahre war er nun erster Torhüter in Chicago, bis er von Tony Esposito in der Saison 1969/70 verdrängt wurde.
Im Februar 1970 wurde er zusammen mit zwei weiteren Spielern an die Los Angeles Kings abgegeben, die hierfür unter anderem Bill White an die Black Hawks abgaben. Hier war er wieder der unangefochtene Stammtorwart. Kurz nach Beginn der Saison 1971/72 nutzte man bei den Kings die Gelegenheit, um mit Rogatien Vachon einen absoluten Spitzentorwart von den Canadiens de Montréal zu verpflichten und DeJordy musste im Gegenzug gemeinsam mit Dale Hoganson, Noel Price und Doug Robinson nach Montréal wechseln. Bei den Canadiens stand zu dieser Zeit Ken Dryden im Tor und ihm war klar, dass der Kampf und den Stammplatz aussichtslos war. Nach Saisonende wurde er an die New York Islanders weiter transferiert. Im Paket, das die Islanders aus Montreal kauften, war auch Glenn Resch. Da man bei den Islanders auf Resch als Back-up von Billy Smith setzte, gab man DeJordy schon im Oktober an die Detroit Red Wings ab. Dort kam er wieder zu mehreren Einsätzen. Im nächsten Jahr spielte er meist für die Baltimore Clippers in der AHL. Nur in einem Spiel kam er bei den Red Wings zum Einsatz. Nach vier Gegentoren im ersten Drittel wurde er ausgewechselt.
Nach dieser Saison beendete er seine aktive Karriere. Die Red Wings setzten ihn danach als Torwarttrainer ein. Er war der erste Trainer in der Geschichte der NHL, der sich speziell um das Training der Torhüter kümmerte.

## Erfolge und Auszeichnungen
- OHA-Jr. First All-Star Team: 1959
- CPHL First All-Star Team: 1966
- AHL First All-Star Team: 1963
- AHL Second All-Star Team: 1974
- Harry „Hap“ Holmes Memorial Award: 1963
- Les Cunningham Award: 1963
- Vezina Trophy: 1967 gemeinsam mit Glenn Hall